# Missamana
Missamana est une sous-préfecture de la préfecture de Kankan, dans la région du même nom en Guinée.